# ولید بولحیه
ولید بولحیه (انگلیسی: Walid Boulahya؛ زادهٔ ۱۲ مارس ۱۹۶۴) بازیکن والیبال اهل تونس بود.